# Maizilly
Maizilly est une commune française située dans le département de la Loire, en région Auvergne-Rhône-Alpes.

## Géographie. Situation et dimensions
Commune du nord du département  de la Loire Maizilly fait partie depuis l’origine du canton de Charlieu  (aujourd’hui beaucoup plus étendu que par le passé après la réforme administrative de 2013-2015) et  appartient à l’arrondissement de Roanne. D’autre part la géographie physique l’inclut dans les basses collines du Charluais draînées par de petits affluents de la Loire. Son éloignement du chef-lieu du département - Saint-Étienne se trouve à près de 110 km - la place dans la zone d’influence immédiate de Roanne dont elle n’est distante que de 27 km. Sur un plan plus local la commune entretient des relations  étroites avec son chef-lieu de canton Charlieu tout proche - 8 km - mais aussi avec Chauffailles dont 9 km seulement la séparent. Enfin se fait sentir sur Maizillly comme sur toute la région roannaise l’attraction de la métropole régionale qu’est Lyon, accesible en moins de 90 km. La dimension exigue de son territoire - 5,12 km2 - en fait une des plus petites communes de la région. La plus grande distance interne, d'est en ouest est  d'un peu plus de  3 km et du nord au sud  de 2,5 km seulement du fait de la forme ovale de ce  territoire. Maizilly est limitrophe de cinq communes. Sa voisine du Sud est Mars, celle du Sud-Est Saint-Denis-de-Cabanne toutes deux dans le départment de la Loire. A l'Est Maizilly confine à Coublanc, au Nord et au Nord-Ouest à Tancon et (sur 100 m. seulement) et à Saint-Martin-de-Lixy, ces trois dernières localités appartenant à la Saône-et-Loire. Il s'ensuit que lorsqu'on quitte Maizilly pour entrer à Coublanc par exemple on traverse le fameux "mille-feuille" français puisque du même pas on change à la fois de commune, de canton, d'arrondissement, de département et de région passant de Rhône-Alpes-Auvergne en Bourgogne-Franche Comté

## Relief et structure
La topographie de la commune est d'une grande simplicité: toute sa superficie est comprise dans le large interfluve qui sépare le Botoret d'un autre affluent du Sornin le Chandonnet et dont elle couvre le versant nord-ouest, surface à peine striée par les ruisselets dont il a été question plus haut. L'inclinaison générale est ainsi Sud-Est - Nord-Ouest selon une pente moyenne d'environ 11 %. Le point culminant - 482 m. d'altitude - se  trouve à la crête de l'interfluve qui sert de limite sud du territoire communal. Cette crête présente un ensellement au contact de Coublanc (au lieudit les Justices) facilitant le passage de la route départementale qui relie Maizilly et Mars. Une autre inclinaison existe, perpendiculaire à la précédente, Nord-Est - Sud-Ouest, mais très faible - 0,8 %, hors talweg du Botoret) - conforme à l'inclinaison de l'ensemble des marges de la montagne beaujolaise; .L'altitude moyenne de la commune est de 384 m.

## Hydrographie. Boisement
Le système hydrographique est représenté exclusivement dans la commune par la rivière le Botoret qui borde son territoire au nord-ouest sur 4,5 km.; quelques "gouttes" (terme consacré dans la région pour désigner les ruisselets) lui servent pourtant de modestes tributaires (cf. le lieudit la Goutte Diné). Le Botoret est ici proche de son embouchure dans le Sornin dont il est le principal affluent. C'est un cours d'eau assez abondant avec un débit moyen de 85 l./s., des hautes eaux d'hiver et de printemps et des basses eaux d'été, de juillet à septembre, avec un étiage assez sévère abaissant le débit à 35 l./s.; ces caractéristiques correspondent à un climat océanique à légère tendance continentale passablement arrosé. Le Botoret aborde la commune à une altitude de 330 m. et la quitte à 285 m., point le plus bas de l'espace communal, la pente moyenne étant ici de 1%.
La modestie des altitudes épargnant à la commune de trop grandes rigueurs hivernales jointe aux qualités pédologiques de certains sols ont entraîné un défrichement généralisé du terroir; la couverture forestière est de ce fait très réduite: 22 hectares de bois en tout et pour tout soit 4 % seulement de l'ensemble. En cela Maizilly se distingue assez nettement de ses voisines de l'est et du sud Coublanc et Mars où ce taux est supérieur à 10 % et s'apparente en revanche à ses voisines du nord et de l'est Tancon et Saint-Martin-de-Lixy où ce même taux est également faible. Les rares placages forestiers se rencontrent en contrebas de la crête de l'interfluve

## Géologie
La géologie de la commune est plus complexe que sa topographie, le plan incliné qui la constitue pour l’essentiel a été modelé dans des terrains divers. Dans la partie nord et ouest de la commune, sur un tiers environ de son étendue, affleure encore le socle cristallin des Monts du Beaujolais sous la forme de microgranite. Au  sud l'érosion a dégagé des calcaires d'âge secondaire jurassiques; au centre des formations argilo-calcaires de plateau recouvrent le substrat cristallin tandis que l'ouest est recouvert de formations de remaniements quaternaires. Enfin le fond de vallée du Botoret est tapissé d'alluvions récentes, sables, graviers et limons.

## Communications
Le réseau routier est représenté à Maizilly par deux routes d'inégale importance. L'une, la départementale 4, est une voie passante reliant Charlieu à Chauffailles (elle devient D 83 en Saône-et-Loire) et constitue un tronçon de l'axe Roanne-Lyon par le col des Écharmeaux. Dans la commune elle suit la vallée du Botoret sur 3,4 km. L'autre route desservant Maizilly sur 2,5 km, la D 66, transversale par rapport à la précédente, part de la limite nord de la commune au pont sur le Botoret, croise la D 4 puis s'élève vers le seuil des Justices où elle entre à Mars pour atteindre ensuite le bourg de cette commune. Le bourg de Maizilly lui-même n'est relié aux deux départementales que par des chemins communaux. Une ligne d'autocar reliant tous les jours Roanne à Chauffailles en Saône-et-Loire dessert Maizilly avec 2 arrêts dans la commune Les usagers du chemin de fer peuvent rejoindre en 10 km la gare ferroviaire de Chauffailles sur la ligne de Lyon à Paray-le-Monial (et au delà Nevers et Paris) ou celle de Roanne sur la ligne de Lyon à Paris par St-Germain-des-Fossés distante de 28 km. Une ligne d’autocar permet au départ de Roanne de rejoindre la ligne du TGV Lyon-Paris à la gare de Montchanin en Saône-et-Loire; elle est accesible en 14 Km à son arrêt de Pouilly-sous-Charlieu.

## Démographie. Répartition de la population
L'histoire démographique de la commune se confond en partie avec celle des communes rurales de la région voire avec celle des campagnes françaises en général. Comme ailleurs une première phase (depuis le 1er recensement à la fin du XVIIIe siècle) a été marquée globalement par un accroissement de la population. Mais  dans le cas de Maizilly cette phase a été caractérisée par de notables fluctuations d'une part et elle s'est poursuivie d'autre part plus longtemps qu'ailleurs puisque le pic démographique n'a été atteint qu'au début du XXe siècle (avec 581 habitants) tandis que dans la plupart des localités voisines ce pic se situe entre 1860 et 1890. Le XXe siècle presque entier représente une seconde phase de cette histoire démographique de la commune qui a vu la population locale diminuer de manière constante jusqu'à un étiage qui se place en 1990. A cette date il ne restait que 273 personnes à Maizilly qui avait donc perdu plus de la moitié de sa substance humaine au rythme moyen de 6 % par décennie. Encore cette perte de substance avait-elle été nettement moins forte qu'ailleurs, par exemple dans la montagne beaujolaise où certaines communes avaient perdu plus des trois-quarts de leur population. L'origine de ce déclin est à trouver dans l'exode rural lui même induit par la révolution industrielle qui avait conduit une partie des populations rurales à rechercher des emplois dans les villes qui s'industrialisaient. C'est l'époque où le textile implanté à Roanne et dans les petites villes voisines, Charlieu, Chauffailles, Cours attirait la main d'oeuvre vers les ateliers de filature, de tissage ou de bonneterie mais aussi les usines de fabrications mécaniques. Le dernier quart de siècle - 1990-2015 - a connu un redressement partiel de la situation démographique. La récession économique qui touche notamment les industries urbaines jointe à une redécouverte des charmes de la campagne par des familles désireuses de s'installer dans une localité rurale sans s'éloigner trop des villes et des commodités qu'offrent aussi bien les écoles, le commerce ou certaines formes de loisirs, ensemble  de causes qui ont contribué à repeupler des villages qui n'appartiennent pas, comme c'est le cas de Maizilly, au rural profond. En 25 ans la population de la commune s'est accrue de près de 70 personnes à un rythme voisin de 10 % par décennie portant le population à  341 personnes en 2010 (mais 324 en 2021).
Maizilly situé sur la bordure occidentale du piémont beaujolais aux confins du Brionnais participe comme ces deux régions du paysage bocager et présente dans la répartition de l'habitat un aspect qui le caractérise soit la dispersion de l'habitat. Dans cette configuration le bourg ne groupe qu'une part restreinte des habitants: 50 personnes dans le cas de Maizilly (dont 15 dans le lotissement proche du bourg) et une quinzaine de lieudits sont répartis sur l'espace municipal dont cetains constituent d'authentiques hameaux: Chez Duperron et les habitations le long de la route de Mars, Michaudon, Chez Déal, Serpulin, Champrougi mais aussi Lallerand, les Varennes, Vadon, La Côte, Verchères, Fayard, La Goutte Diné, Chervier, le Petit Lafay, Charnay, Terre Fayard, Chantoiseau.La commune de Maizilly reste un espace agricole actif. Si le nombre d'exploitations s'est réduit de 10 à 4 entre 2010 et 2020 (date du dernier recensement agricole) il faut y voir la concentration qui s'est opérée ici comme ailleurs dans les campagnes. La SAU de la commune - 307 hectares - représente soit 60 %  de la superficie totale, la taille moyenne théorique d'une exploitation est ainsi de 77 hectares. En conformité avec ce qui a lieu dans le cadre de l'utilisation des sols en pays bocager les surfaces en herbe couvrent la majeure partie de la SAU; elles en occupent même 100 % dans le cas de Maizilly. Le cheptel d’UGB (unités de gros bétail) rassemble 315 têtes dont 141 bovins  et ovins (79 en moyenne par exploitation).	Deux exploitations se consacrent en effet à l'élevage bovin pour la viande et une autre à l'élevage des ovins. Les bovins sont 141, tous étant des vaches allaitantes.

## Activités économiques
La commune de Maizilly reste un espace agricole actif. Si le nombre d'exploitations s'est réduit de 10 à 4 entre 2010 et 2020 (date du dernier recensement agricole) il faut y voir la concentration qui s'est opérée ici comme ailleurs dans les campagnes. La SAU de la commune - 307 hectares - représente soit 60 %  de la superficie totale, la taille moyenne théorique d'une exploitation est ainsi de 77 hectares. En conformité avec ce qui a lieu dans le cadre de l'utilisation des sols en pays bocager les surfaces en herbe couvrent la majeure partie de la SAU; elles en occupent même 100 % dans le cas de Maizilly. Le cheptel d’UGB (unités de gros bétail) rassemble 315 têtes dont 141 bovins  et ovins (79 en moyenne par exploitation).	Deux exploitations se consacrent en effet à l'élevage bovin pour la viande et une autre à l'élevage des ovins. Les bovins sont 141, tous étant des vaches allaitantes.D'autres activités économiques sont représentées dans la commune; dans le domaine des services il s'agit d'un important garage d'automobiles au lieudit Chez Duperron et une auberge-restaurant au lieudit Michaudon; et dans celui de l'artisanat par la fabrication d'instruments de musique au lieudit Fayard.

### Climat
Pour des articles plus généraux, voir Climat d'Auvergne-Rhône-Alpes et Climat de la Loire.
En 2010, le climat de la commune est de type climat océanique dégradé des plaines du Centre et du Nord, selon une étude du Centre national de la recherche scientifique s'appuyant sur une série de données couvrant la période 1971-2000. En 2020, Météo-France publie une typologie des climats de la France métropolitaine dans laquelle la commune est exposée à un climat de montagne ou de marges de montagne et est dans la région climatique Centre et contreforts nord du Massif Central, caractérisée par un air sec en été et un bon ensoleillement.
Pour la période 1971-2000, la température annuelle moyenne est de 10,7 °C, avec une amplitude thermique annuelle de 16,4 °C. Le cumul annuel moyen de précipitations est de 902 mm, avec 10,6 jours de précipitations en janvier et 7,7 jours en juillet. Pour la période 1991-2020, la température moyenne annuelle observée sur la station météorologique de Météo-France la plus proche, « Charlieu », sur la commune de Charlieu à 6 km à vol d'oiseau, est de 11,6 °C et le cumul annuel moyen de précipitations est de 769,3 mm,. Pour l'avenir, les paramètres climatiques de la commune estimés pour 2050 selon différents scénarios d'émission de gaz à effet de serre sont consultables sur un site dédié publié par Météo-France en novembre 2022.

## Urbanisme

### Typologie
Au 1er janvier 2024, Maizilly est catégorisée commune rurale à habitat dispersé, selon la nouvelle grille communale de densité à sept niveaux définie par l'Insee en 2022.
Elle appartient à l'unité urbaine de Chauffailles, une agglomération inter-régionale regroupant cinq  communes, dont elle est une commune de la banlieue,,. Par ailleurs la commune fait partie de l'aire d'attraction de Roanne, dont elle est une commune de la couronne,. Cette aire, qui regroupe 88 communes, est catégorisée dans les aires de 50 000 à moins de 200 000 habitants,.

### Occupation des sols
L'occupation des sols de la commune, telle qu'elle ressort de la base de données européenne d’occupation biophysique des sols Corine Land Cover (CLC), est marquée par l'importance des territoires agricoles (94,8 % en 2018), une proportion identique à celle de 1990 (94,8 %). La répartition détaillée en 2018 est la suivante : 
prairies (80,9 %), zones agricoles hétérogènes (12,1 %), forêts (5,2 %), terres arables (1,8 %). L'évolution de l’occupation des sols de la commune et de ses infrastructures peut être observée sur les différentes représentations cartographiques du territoire : la carte de Cassini (XVIIIe siècle), la carte d'état-major (1820-1866) et les cartes ou photos aériennes de l'IGN pour la période actuelle (1950 à aujourd'hui).

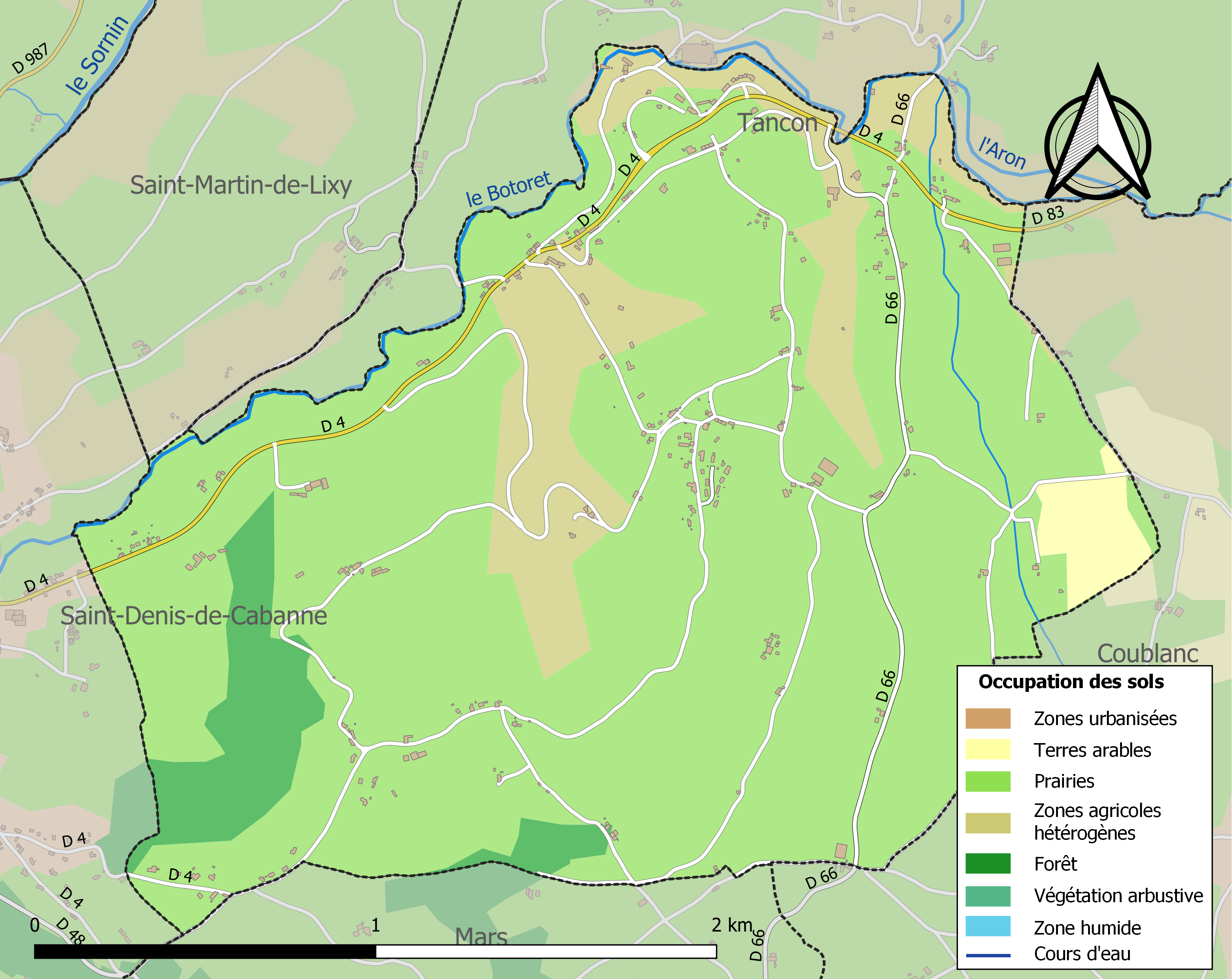
Carte des infrastructures et de l'occupation des sols de la commune en 2018 (CLC).

## Politique et administration

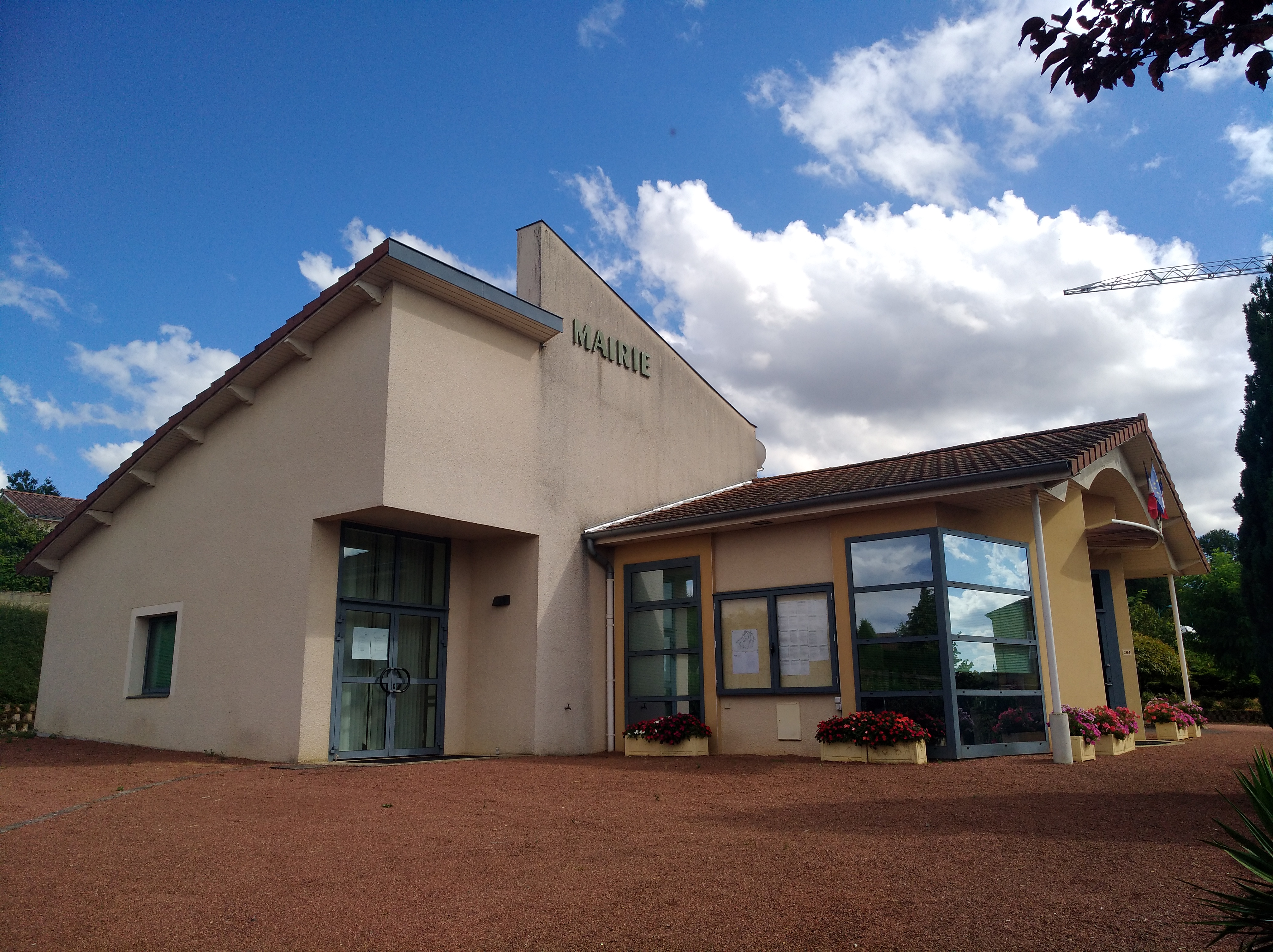
Mairie

| Période                                  | Période      | Identité        | Étiquette | Qualité |
| ---------------------------------------- | ------------ | --------------- | --------- | ------- |
| Les données manquantes sont à compléter. |              |                 |           |         |
| mars 1977                                | octobre 2012 | Henri Corneloup |           |         |
| octobre 2012                             | mai 2020     | Joël Palluet    |           |         |
| mai 2020                                 | En cours     | Colette LEBEAU  |           |         |

## Démographie
L'évolution du nombre d'habitants est connue à travers les recensements de la population effectués dans la commune depuis 1793. Pour les communes de moins de 10 000 habitants, une enquête de recensement portant sur toute la population est réalisée tous les cinq ans, les populations de référence des années intermédiaires étant quant à elles estimées par interpolation ou extrapolation. Pour la commune, le premier recensement exhaustif entrant dans le cadre du nouveau dispositif a été réalisé en 2005.

En 2022, la commune comptait 322 habitants, en évolution de −4,73 % par rapport à 2016 (Loire : +1,32 %, France hors Mayotte : +2,11 %).
| 1793 | 1800 | 1806 | 1821 | 1831 | 1836 | 1841 | 1846 | 1851 |
| ---- | ---- | ---- | ---- | ---- | ---- | ---- | ---- | ---- |
| 300  | 219  | 332  | 381  | 452  | 446  | 448  | 501  | 485  |

| 1856 | 1861 | 1866 | 1872 | 1876 | 1881 | 1886 | 1891 | 1896 |
| ---- | ---- | ---- | ---- | ---- | ---- | ---- | ---- | ---- |
| 509  | 472  | 483  | 491  | 533  | 535  | 528  | 513  | 494  |

| 1901 | 1906 | 1911 | 1921 | 1926 | 1931 | 1936 | 1946 | 1954 |
| ---- | ---- | ---- | ---- | ---- | ---- | ---- | ---- | ---- |
| 532  | 581  | 561  | 456  | 449  | 436  | 407  | 383  | 404  |

| 1962 | 1968 | 1975 | 1982 | 1990 | 1999 | 2005 | 2006 | 2010 |
| ---- | ---- | ---- | ---- | ---- | ---- | ---- | ---- | ---- |
| 366  | 347  | 291  | 283  | 273  | 296  | 310  | 317  | 341  |

| 2015 | 2020 | 2022 | - | - | - | - | - | - |
| ---- | ---- | ---- | - | - | - | - | - | - |
| 335  | 330  | 322  | - | - | - | - | - | - |

## Culture locale et patrimoine

### Lieux et monuments

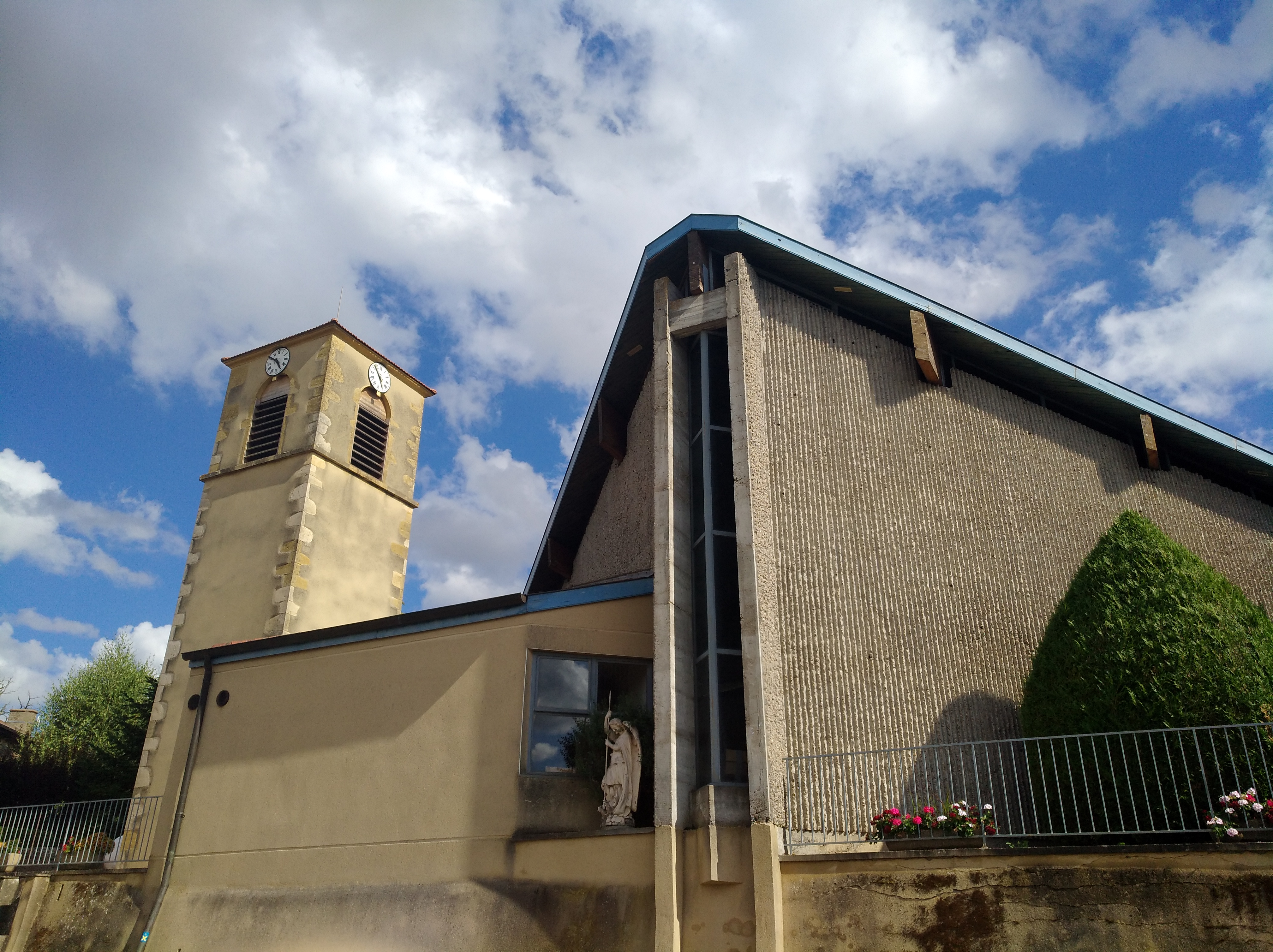
Église de l'Assomption

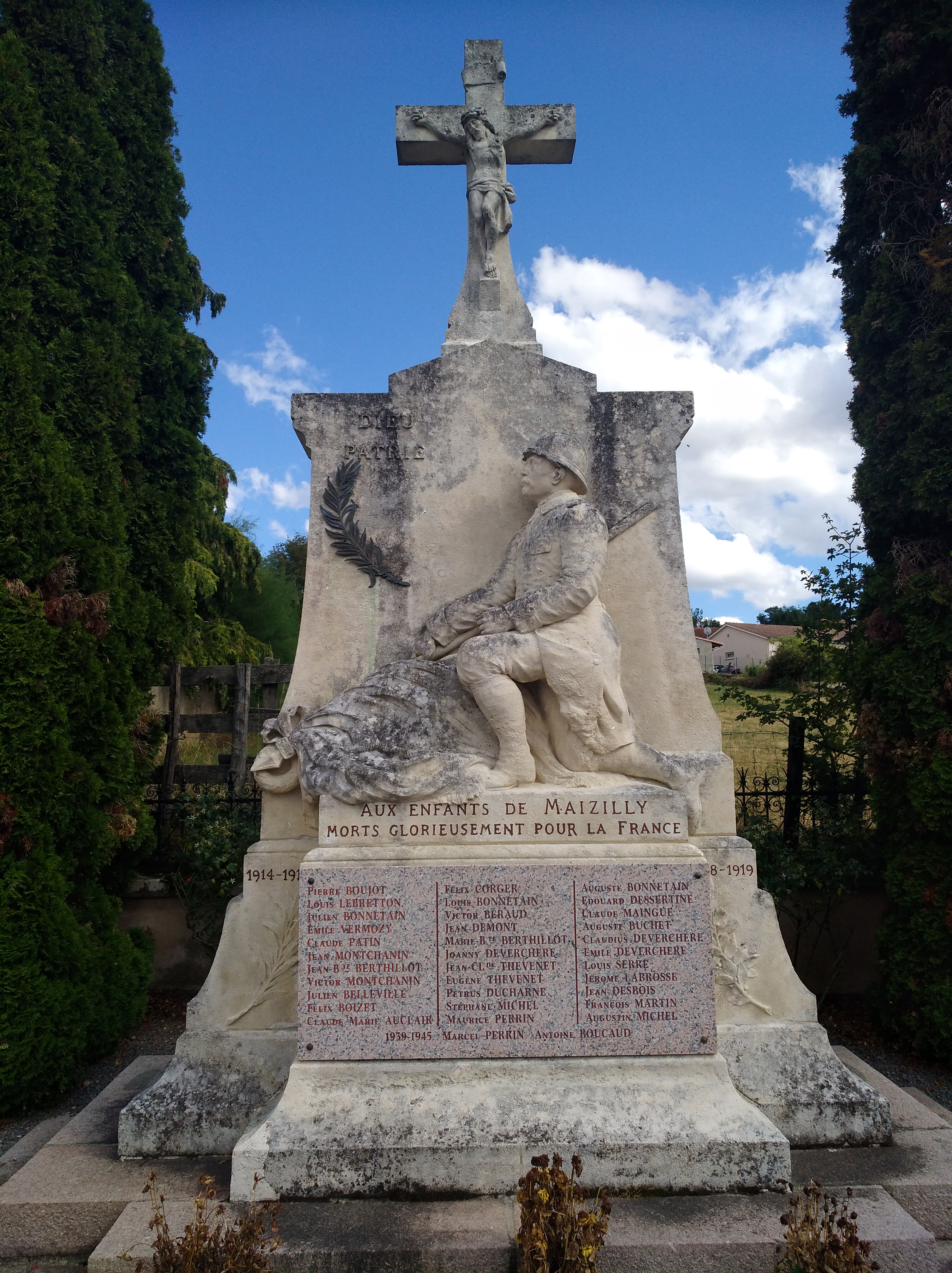
Monument aux morts

- Église de l'Assomption de Maizilly.

### Héraldique
| Blason de Maizilly | Blason  | D’or au lion de gueules, au chef de gueules chargé de 3 grappes de raisin d'or. Devise / CriDevise : « Veillons Maizillons ». |
| Blason de Maizilly | Détails | Création Bernard Chazelle, adoption juin 2016.                                                                                |